# Ninfee bianche
Ninfee bianche è un dipinto a olio su tela (89x93 cm) realizzato nel 1899 da Claude Monet. È  conservato nel Museo Puškin di Mosca.
È uno dei primi con ninfee dipinti da Monet, nonché uno dei più famosi.